# Akuressa
Akuressa és una població de Sri Lanka al districte de Matara, província del Sud.

## Batalla d'Akuressa
L'11 de maig de 1643 un cos de 200 portuguesos fou atacat per holandesos a Akuressa, però els atacants van acabar fugint en desbandada deixant un centenar de morts i 50 presoners; els seus caps Van der Laen i Doncq foren enviats a Batàvia per ser jutjats per la derrota (però foren absolts).